# آسیاب موشان
آسیاب موشان مربوط به دوره قاجار است و در شهرستان زبرخان، ۵۰۰ متری جنوب روستای موشان واقع شده و این اثر در تاریخ ۲۴ اسفند ۱۳۸۴ با شمارهٔ ثبت ۱۵۲۶۰ به‌عنوان یکی از آثار ملی ایران به ثبت رسیده‌است.